# Movimientos separatistas en Portugal
Los movimientos separatistas en Portugal son aquellos que reivindican la separación o independencia de ciertos territorios portugueses. Normalmente estos movimientos se basan en el concepto de autodeterminación de los pueblos.
En virtud de la legislación portuguesa, todos estos movimientos son ilegales ya que la ley electoral portuguesa prohíbe la creación de partidos de ámbito regional o local:

Artículo 9.º. Carácter nacional.

No podrán constituirse partidos políticos que, por su designación o por sus objetivos programáticos, tengan índole o ámbito regional.
Ley de los Partidos Políticos (Ley Orgánica n.º 2/2003 de 22 de Agosto

## Principales movimientos

### Madeira
El más conocido es el Frente de Libertação do Arquipélago da Madeira (FLAMA), creado en 1974. El FLAMA llevó a cabo acciones armadas en los años 1974-1976. Uno de sus más famosos activistas fue el actual presidente del Gobierno Regional de la Región Autónoma de Madeira, Alberto João Jardim, también líder local del PSD (Partido Social-Demócrata).

### Azores
- Frente de Libertação dos Açores (FLA): movimiento independentista armado de Azores con respecto a Portugal. El FLA  llevó a cabo acciones violentas en 1975.
- Partido Democrático do Atlântico.[2]